# Henri Broch
Henri Broch (* 1950 in Nizza) ist emeritierter Professor für Theoretische Physik an der Universität Nizza Sophia-Antipolis bzw. ihrer Nachfolgerin, der Universität Côte d’Azur, und Direktor des dortigen Zetetik-Laboratoriums.
Er ist der Autor von mehr als 150 Veröffentlichungen und 6 Büchern und hat mehr als 250 Konferenzen gehalten. Er ist einer der wichtigsten Parapsychologie-Kritiker in Frankreich. 
Er war Ehrenvorsitzender des Zététique-Kreises und ist Mitglied der New York Academy of Sciences.

## Werke
- La Mystérieuse Pyramide de Falicon, éd. France-Empire, 1976.
- Mécanique & Statique et Dynamique des Fluides (avec Dan Vasilescu), éd. Bréal 1977, 1984.
- Le Paranormal, collection "Points Sciences", éd. du Seuil, 2001.
- Au Cœur de l'Extra-Ordinaire, collection Zététique, éd. Book-e-book, 2005.
- Devenez Sorciers, devenez Savants (mit Georges Charpak), collection Poches, éd. Odile Jacob, 2003. ISBN 2-7381-1093-2, deutsch als: Was macht der Fakir auf dem Nagelbrett? Erklärungen für unerklärliche Phänomene. Piper, München-Zürich 2005, ISBN 3-492-04816-1
- Gourous, Sorciers et Savants (Préface de Georges Charpak), collection Sciences, éd. Odile Jacob, 2006. ISBN 2-7381-1739-2